# آبي إلين
آبي إلين (بالإنجليزية: Abby Ellin)‏ هي صحفية وكاتِبة أمريكية، ولدت في 1968 في بروكلين في الولايات المتحدة.